# 民主死於黑暗

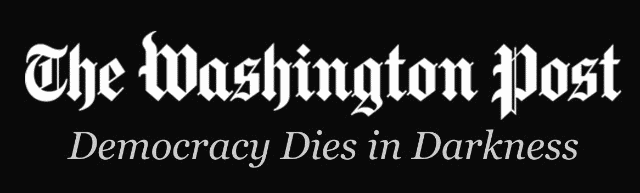
取自《華盛頓郵報》網站，可見標語被置於報名之下。

“民主死於黑暗”，又作“民主在黑暗中死去”、“民主在黑暗中死亡”、“民主在黑暗中消亡”，是美國《華盛頓郵報》自2017年起采用的官方標語。標語在2017年2月22日正式上線該報網站，一個星期後開始印於紙版，並引起了其他新聞機構及媒體人物相當程度的討論。

## 歷史

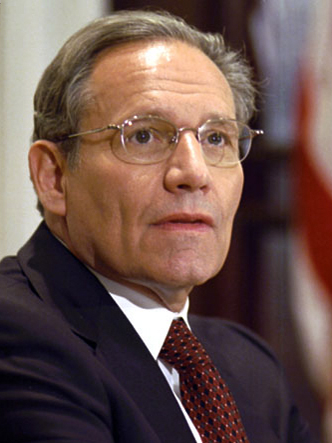
“民主死於黑暗”因鮑勃·伍德華而聞名。

爲了吸引年輕讀者，《華盛頓郵報》於2017年2月17日正式在的“發現”平臺（Snapchat Discover）上線，並在當日第一次公佈此標語，之後才將之加至網站及紙版報名之下。該報通訊總監夏尼·喬治（Shani George）稱標語在正式啓用前已在公司内部流傳多年。
“民主死於黑暗”是《郵報》140年歷史以來首個正式采用的標語，且根據該報，此標語因調查記者鮑勃·伍德華而開始普及。2007年，伍德華在一篇報道中使用此句批判政府的保密作業（government secrecy）。2015年，伍德華在一次大會上介紹其關於水門案的著作《總統的最後人馬》（The Last of the President's Men）時，談及了此句標語。《華盛頓郵報》老闆傑佛瑞·貝佐斯出席了前述大會，後在2016年的一次訪問中引用此標語。然而，伍德華强調自己非標語的作者，其真正出處應為一起關於美國憲法第一修正案訴訟案的法官判詞，而此法官据信為巡迴法官戴蒙·凯斯。《郵報》在特朗普上臺之際推出新標語被外界解讀成對其頻頻攻擊媒體的回應，唯該報否認，且稱早在特朗普贏下2016年美國總統選舉的共和黨初選前就已經決定啓用官方標語，並由一小群報館員工開會集思廣益，最後從500多條標語中選擇了“民主死於黑暗”。
此句標語亦出現在《華盛頓郵報》2019年超級盃的廣告結尾部分。這是《郵報》第一次製作超級盃廣告，並由湯姆·漢克配音。

## 反響
《華盛頓郵報》公佈標語后在網上引起了討論。有隸屬其他媒體機構的作家在推特上嘲笑此句標語，而非營利性新聞編輯組織則稱標語“棒極了”。網路雜志認爲標語“比起日報標語，更適合成爲末日預言家的口頭禪”，還將它與15張重金屬專輯名稱作對比，稱這些專輯名稱比起《郵報》所采標語“更不黑暗”。該報公佈新標語后，梅里厄姆-韋伯斯特在線詞典上對“民主”（democracy）一詞的搜尋次數隨即飆升。
《紐約時報》執行總編迪恩·巴奎覺得這句標語“聽起來像是下一部《蝙蝠俠》電影的名稱”，而記者傑克·謝弗則稱標語相當“嚴酷”。史提芬·荷伯在其節目《荷伯報到》中笑稱該報正式進入了哥德時期，而特朗普很可能要等到《福克斯與朋友們》晨間節目報道這項消息時才會知曉。